# Glossogobius matanensis
Glossogobius matanensis é uma espécie de peixe da família Gobiidae.
É endémica da Indonésia.